# Misumenops temihana
Misumenops temihana là một loài nhện trong họ Thomisidae.
Loài này thuộc chi Misumenops. Misumenops temihana được miêu tả năm 2007 bởi Garb.